# Caproni Ca.310
Caproni-Begamaschi Ca.310 Libeccio (tal.:: sjeverozapadni vjetar)) bio je talijanski dvomotorni izviđački avion korišten tijekom Drugog svjetskog rata. Nastao je na osnovi svog prethodnika Ca.309 a svoje prve zadatke imao je tijekom Španjolskog građanskog rata. U ranijim fazama Drugog svjetskog rata letio je u Libiji. Neki avioni korišteni su u grupnim napadima kao privremena zamjena za nezadovoljavajući Breda Ba.65. Posljednji Ca.310 prizemljen je od strane Ratnog zrakoplovstva Italije 1948. godine.

## Dizajn i razvoj
Ca.310 bio je zamišljen kao jednokrilni izviđač/bombarder. U biti bila je to inačica poluvojnog prethodnika Ca.309, s uvlačivim podvozjem i novijim, jačim motorom. Konstrukcija trupa bila je izrađena d zavarenih čeličnih cijevi s oplatom od lakih legura i tkanine dok su repne površine bile drvene konstrukcije s oplatom od šperploče. Komandne površine također su bile presvučene platnom. Na gornjem dijelu trupa u visini izlaznog ruba krila postavljena je ručno pokretana kupola s jednim 7,7 mm Breda-SAFAT mitraljezom.

## Inačice
- Ca310 - dvomotorni izviđački avion.
- Ca.310 Idro  - hidroavion na dva plovka.
- Ca.310bis -

## Korisnici
- Zrakoplovstvo NDH – korišteno sedam zarobljenih jugoslavenskih aviona.
- Zrakoplovstvo mađarskog kraljevstva – 1938. naručeno 36 aviona ali nakon nezadovoljstva s osobinama 1940. godine vraćeno preostalih 33.
- Regia Aeronautica
- Ratno zrakoplovstvo carske Norveške – korišteno 4 aviona.
- Ratno zrakoplovstvo Perua – naručen manji broj aviona.
- Ratno zrakoplovstvo Kraljevine Jugoslavije – 1938. godine kupljeno 12 aviona.

## Tehničke karakteristike (Ca.310)
Izvori podataka: 
Osnovne karakteristike
- posada: 3
- dužina: 12,20 m
- raspon krila: 16,20 m
- visina: 3,52 m
- aeroprofil: 38,7 m2

Letne karakteristike
- najveća brzina: 365 km/h
- ekonomska brzina: 285-312 km/h
- dolet: 1.690 km
- najveća visina leta: 7.000 m
- motor: Piaggio P.VIII C.35